# Alan Rybak
Alan Rybak (ur. 1 grudnia 2006) – polski piłkarz występujący jako napastnik w polskim klubie Pogoń Siedlce do którego jest wypożyczony z Jagiellonii Białystok.

## Kariera
Alan Rybak jest wychowankiem Dziewiątki Siedlce, w trakcie swej juniorskiej kariery występował również w Pogoni Siedlce, a także w Akademii Piłkarskiej Jagiellonii Białystok.

### Jagiellonia Białystok
Rybak w drugiej drużynie Jagiellonii zadebiutował 5 sierpnia 2023 roku, w zremisowanym 1:1 meczu z Bronią Radom. Swego pierwszego gola w zespole zdobył dwa tygodnie później, w 52. minucie meczu z Mławianką Mława. Zawodnik po raz pierwszy w Ekstraklasie wystąpił 27 sierpnia 2023 roku, w wygranym 4:1 meczu z Górnikiem Zabrze. 18 maja 2024 roku, w 68. minucie przegranego 1:0 wyjazdowego spotkania z drużyną GKS-u Bełchatów, Rybak opuścił boisko w konsekwencji otrzymania dwóch żółtych kartek. W sezonie 2023/2024 rozegrał on łącznie cztery spotkania w Ekstraklasie i wraz z Jagiellonią Białystok zdobył mistrzostwo Polski.

## Statystyka
(aktualne na koniec sezonu 2024/2025)
| Klub                     | Sezon              | Liga               | Liga | Liga | Puchar kraju | Puchar kraju | Europa | Europa | Suma | Suma |
| Klub                     | Sezon              | Liga               | M.   | Br.  | M.           | Br.          | M.     | Br.    | M.   | Br.  |
| ------------------------ | ------------------ | ------------------ | ---- | ---- | ------------ | ------------ | ------ | ------ | ---- | ---- |
| Jagiellonia II Białystok | 2023/24            | III Liga           | 9    | 2    | –            | –            | –      | –      | 9    | 2    |
| Jagiellonia II Białystok | 2024/25            | III Liga           | 19   | 7    | –            | –            | –      | –      | 19   | 7    |
| Jagiellonia II Białystok | Ogólnie            | Ogólnie            | 28   | 9    | 0            | 0            | 0      | 0      | 28   | 9    |
| Jagiellonia Białystok    | 2023/24            | Ekstraklasa        | 3    | 0    | 1            | 0            | –      | –      | 4    | 0    |
| Jagiellonia Białystok    | 2024/25            | Ekstraklasa        | 8    | 0    | 1            | 0            | –      | –      | 9    | 0    |
| Jagiellonia Białystok    | Ogólnie            | Ogólnie            | 11   | 0    | 2            | 0            | 0      | 0      | 13   | 0    |
| Ogólnie w karierze       | Ogólnie w karierze | Ogólnie w karierze | 39   | 9    | 2            | 0            | 0      | 0      | 41   | 9    |

## Kariera reprezentacyjna
Rybak jest reprezentantem Polski U-19 w piłce nożnej, gdzie zadebiutował 9 października 2024 roku w wygranym 6:0 meczu z Maltą, podczas którego strzelił bramkę.

## Sukcesy
Jagiellonia Białystok
- Mistrzostwo Polski: 2023/24